# Slovenská pošta
Slovenská pošta, a. s. er Slovakiets statslige postvirksomhed, der blev etableret 1. januar 1993, da Slovakiet blev uafhængigt. 1. oktober 2004 blev virksomheden ændret til et aktieselskab. De driver over 1.500 posthuse.